# Izdebno (powiat słupecki)
Izdebno – wieś w Polsce położona w województwie wielkopolskim, w powiecie słupeckim, w gminie Ostrowite.
Przez miejscowość przebiega droga wojewódzka nr 263.
W latach 1975–1998 miejscowość należała administracyjnie do województwa konińskiego.
Zobacz też: Izdebno Kościelne, Izdebno-Kolonia